# Frans Cronje
Frans Cronje (né vers 1977) est un analyste de risques sud-africain, directeur général (CEO) de l'institut sud-africain des relations raciales (SAIRR) depuis février 2014 et directeur du centre d'analyse de risques, un think tank situé à Johannesburg.
Après ses études au St John's College de Johannesburg, Frans Cronje obtient une maîtrise ès arts (MA) en relations internationales de l'université du Witwatersrand et un doctorat en planification de scénarios de l'université du Nord-Ouest.
Il travaille en tant qu'analyste pour la police sud-africaine avant de rejoindre le département de recherche de la SAIRR en 2004 et de créer en 2007 le centre d'analyse de risque de l'institut. Il est associé du Center for Innovative Leadership - un cabinet de conseil en scénario basé en Afrique du Sud. 
En février 2014, il succède à John Kane-Berman en tant que CEO de l'institut sud-africain des relations raciales (SAIRR).
Son travail a été largement relayé dans les médias sud-africains et étrangers. Il rédige par ailleurs régulièrement une chronique pour Rapport et enseigne la stratégie et la prospective à l'école de commerce de l'université de l'État-Libre.
A la direction de la SAIRR, il développe les coopérations avec l'ONG AfriForum, dont il apprécie l'expertise et le professionnalisme, sur leurs thématiques communes (la lutte contre la criminalité et la corruption notamment). Il déplore cependant les tentations autoritaires et exclusives d'AfriForum et de certains chefs du mouvement Solidarité vis-à-vis des autres think tanks, comme le SAIRR, depuis qu'AfriForum a acquis une influence dominante au sein de la communauté afrikaner.

## Ouvrages
- A Time Traveller’s Guide to Our Next Ten Years, Tafelberg, 2014
- A Time Traveller's Guide to South Africa in 2030, Tafelberg , 2017
- The Rise or Fall of South Africa, Tafelberg, 2020